# Казармы Кирасирского полка

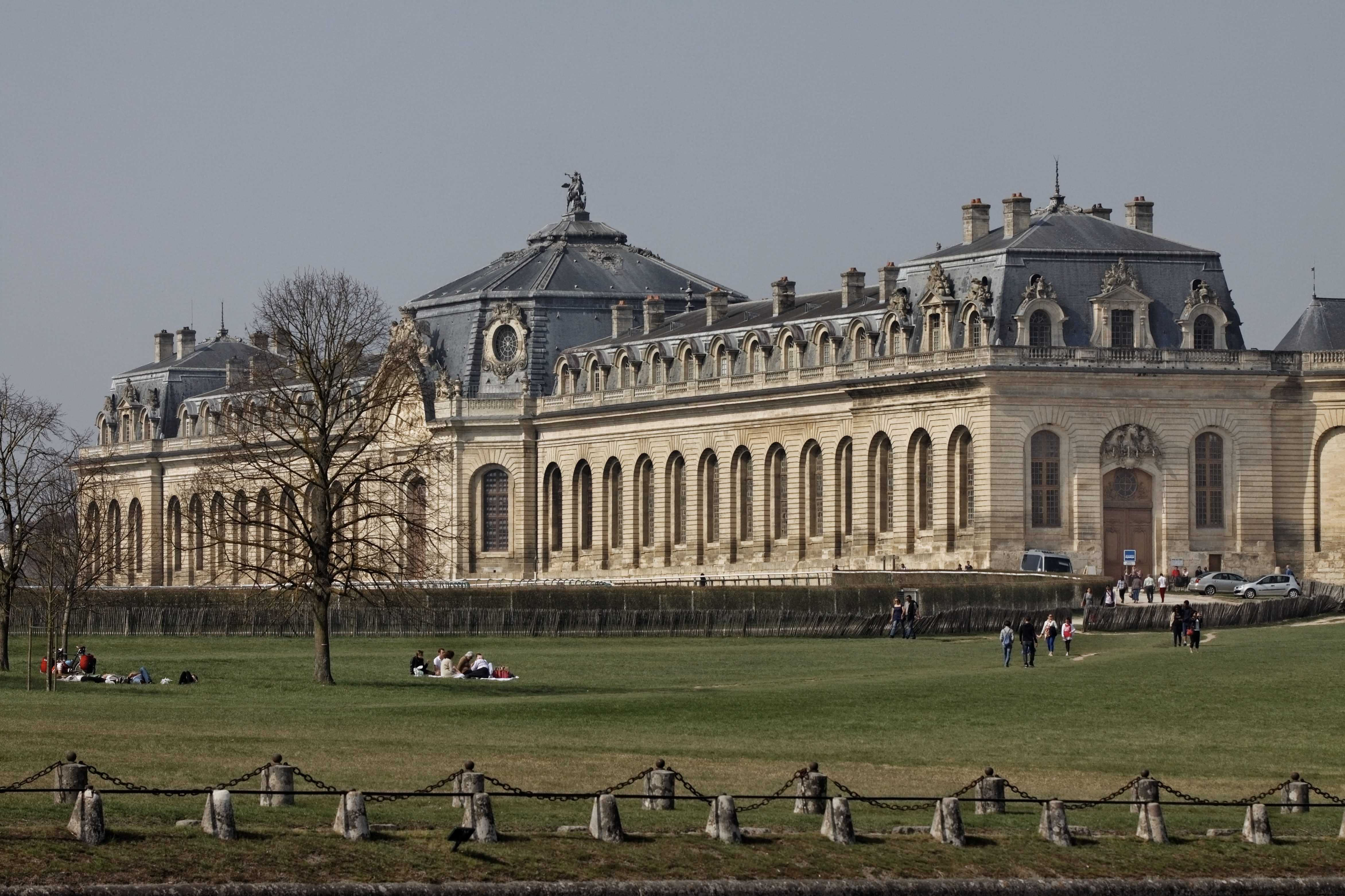
Большие конюшни в Шантийи, которые сейчас занимает Музей лошади в Шантийи

Казармы Кирасирского полка (бывшие дворцовые конюшни) — памятник архитектуры. Расположен в Гатчине, современный адрес — Красноармейский проспект, 2.
Здания конюшен были построены в связи с перестройкой Конюшенного корпуса Гатчинского дворца, в котором разместился арсенал, библиотека и жилые помещения.
Образцом для нового строения выступило здание Больших конюшен в Шантийи. Заготовка камня началась в Черницах в 1797 году, 16 марта 1798 года К. Висконти подписал договор по строительству здания по проекту В. Бренны, в том же году строительство было вчерне завершено. В 1799—1800 годах работы продолжались под руководством А. Д. Захарова, причём в январе 1800 года тот предоставил проект, предполагавший слом некоторых простенков главной конюшни, удаление ряда старых дверных проёмов и создание новых, а также создание дополнительного корпуса, сараев и мастерских. Постройка была завершена к концу 1800-х годов.
В XIX веке комплекс приспособили для использования Кирасирским полком, который дислоцировался в Гатчине с 1823 года, пристроив к нему несколько зданий казарм. В здании в 1858—1861 годах была организована полковая церковь, для создания которой были объединены общим сводом учебный зал и цейхгауз. В 1886 году выполнен ремонт крыши и стропил церковного флигеля. При воссоздании здания после Великой Отечественной войны церковь была конструктивно уничтожена.
Центральная выступающая часть главного корпуса украшена двумя парами тосканских колонн, поддерживающих разорванный антаблемент, и огромной аркой со ступенчатой нишей над полукруглым окном. Над центральной частью сделана высокая кровля с переломом. Стены по всей высоте рустованы по горизонтали и украшены неглубокими нишами с полукруглым завершением. Здание прямоугольное, протяжённое.
После 1917 года постройки, входящие в состав Кирасирского городка, стали использоваться в хозяйственных целях, как производственные площади и в качестве коммунального жилья. В 1960 году центральная парадная часть здания кирасирских казарм получила статус объекта культурного наследия. В настоящее время часть зданий Кирасирского городка заброшена, а в остальных располагаются остатки производства бывшего 157-го механического завода и мастерские арендаторов, занимающихся разнообразной деятельностью.
В главном корпусе казарм на 2020-е годы размещается Центральный военно-морской архив.